# Abasja (stad)
Abasja (Georgisch: აბაშა) is een stad in het westen van Georgië met ruim 4.200 inwoners (2024), gelegen in de regio Samegrelo-Zemo Svaneti. Abasja ligt ongeveer 220 kilometer ten westen van de Georgische hoofdstad Tbilisi en halverwege de steden Samtredia en Senaki. De stad is het bestuurlijk centrum van de gelijknamige gemeente.

## Toponiem
De naam "Abasja" is afgeleid van het Arabisch, waarover verschillende legendes bestaan. Een daarvan is dat Arabische veroveraars de rivier Abasja wilden oversteken, maar dat deze overstroomde waarop zij riepen: "Aba-sja", wat betekent "Laten we terugtrekken".

## Geschiedenis

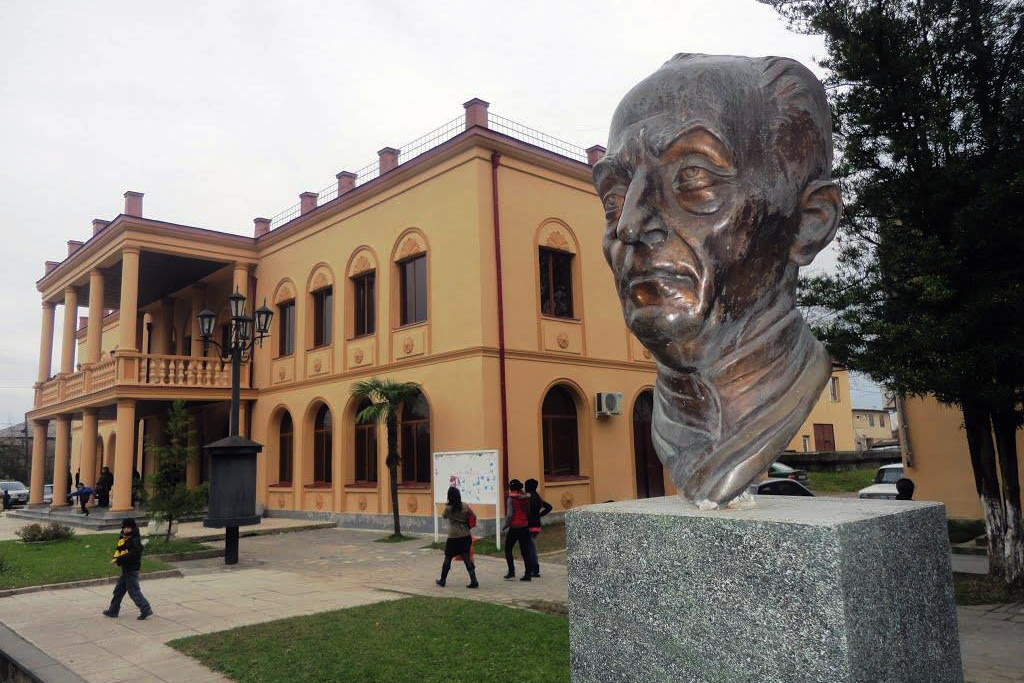
Cultureel Centrum met buste Konstantin Gamsachoerdia

Het oorspronkelijke dorp, tegenwoordig Dzveli (Oud) Abasja geheten, ligt ongeveer 4 kilometer ten noorden van de huidige stad aan de rivier Abasja. In 1870 opende de Tbilisi - Poti spoorlijn met een station ter hoogte van het dorp Abasja. Rond het station ontstond een nieuwe kern van activiteit, wat de naam Nieuw Abasja kreeg en uitgroeide tot de huidige stad. De dorpsgemeenschap omvatte de dorpen Abasja, Kvatana, Kapan, Nogocha en Sakatsjaravo.
In 1923 kreeg Abasja de status 'nederzetting met stedelijk karakter' (დაბა, daba). Met de bestuurlijke herindelingen van de Sovjet-Unie in de jaren 1930 werd in 1935 het rajon Abasja gecreëerd, als afsplitsing van het rajon Senaki, en kreeg Abasja de huidige centrum- en bestuursfunctie. In 1964 werd Abasja naar stad gepromoveerd.
In de jaren 1970 werd in Abasja een economisch experiment geïntroduceerd door Edoeard Sjevardnadze, eerst in functie als minister van Binnenlandse Zaken en daarna Eerste Secretaris van de Georgische Communistische Partij. In 1971 bracht hij alle regionale landbouwinstellingen samen in één beheersvereniging, inclusief de kolchozen. Tegelijkertijd kregen degenen die op het land werkten materiële en financiële voorkeursbehandeling. De hervorming vergemakkelijkte lokaal initiatief en coördinatie en leidde tot een snelle toename van de landbouwproductie in het eerder zeer arme district Abasja. Het was de eerste particuliere onderneming in de Sovjet-Unie sinds Lenin. In het begin van de jaren tachtig werd het "Abasja-experiment" met wisselend succes uitgebreid naar andere regio's van Georgië.

## Demografie
Begin 2024 had Abasja 4.225 inwoners, een daling van 11% ten opzichte van de volkstelling in 2014, een voortzetting van een langjarige trend. De bevolking van Abasja bestond volgens de volkstelling van 2014 vrijwel geheel uit Georgiërs (99,6%).
| Aantal                                                           | - | 1.514 | 2.264 | 4.444 | 5.197 | 6.801 | 7.139 | 6.430 | 4.941 | 4.573 | 4.225 |
| Verantwoording data: Bevolkingsstatistiek Georgië 1897 tot heden |   |       |       |       |       |       |       |       |       |       |       |

## Bezienswaardigheden
In Abasja en directe omgeving zijn enkele bezienswaardigheden zoals enkele oude kerkjes, maar ook het geboortehuis van Konstantin Gamsachoerdia, een bekende Georgische schrijver en academicus en vader van de eerste president van het onafhankelijke Georgië, Zviad Gamsachoerdia. Dit huismuseum staat in het dorpje Dzveli (Oud) Abasja. Verder heeft Abasja een voor het Georgische platteland niet onaardig klein centrum, met alle centrumfuncties rond een parkje voor het station.

## Vervoer
Abasja heeft ligt aan de belangrijkste hoofdweg in Georgië, de S1 / E60, die door het centrum van de stad loopt. De treinen Tbilisi - Zoegdidi en Tbilisi - Poti stoppen in Abasja. Tevens passeren de belangrijke nationaal-regionale hoofdwegen nationale route Sh3 en nationale route Sh4 de stad.

## Geboren
- Konstantin Gamsachoerdia (1893-1975), schrijver en academicus, vader van de eerste president van Georgië Zviad Gamsachoerdia.
- Giorgi Kvilitaia (1993), internationaal profvoetballer.